# توم كوين (لاعب كرة قدم أمريكية)
توم كوين (بالإنجليزية: Tom Quinn)‏ هو لاعب كرة قدم أمريكية أمريكي، ولد في 27 يناير 1968.